# Polanowice (wieś w województwie lubuskim)
Polanowice (niem. Niemitzsch, łuż. Němšk) – wieś w Polsce położona w województwie lubuskim, w powiecie krośnieńskim, w gminie Gubin; leży nad Nysą Łużycką.

## Historia

Gród Niemitsch w Marchii Łużyckiej

Po raz pierwszy wzmiankowana w dokumentach w 1000 w formie niem. Niempsi. Jest jedną z najstarszych wsi powiatu gubeńskiego. Możliwe jest, że w 963 należała do Gero Wielkiego. Polanowice (niem. Niemitzsch, tj. Niemcza) i tzw. „Ziemię Świętą” dzieli niewiele metrów. Znajdował się tu mały zamek, wał zamkowy oraz bród na Nysie jako czynnik ochrony zamku. W czasie rejz dotarli tu husyci w latach 1429 i 1452, gdy w umocnionym terenie wsi schroniło się kilka mniszek z klasztoru w Guben. W 1633 przebywał w okolicach Gubina Wallenstein oraz Szwedzi, którym wieś służyły jako kwatera zimowa. Chorwaci zostawi tu negatywne ślady w 1634. W latach 1738–1740 zbudowano kościół, który w czasie ostatniej wojny został znacznie uszkodzony i w latach 70. XX wieku rozebrany. Przy cmentarzu kościelnym znajdował się krzyż pokutny, lecz po 1945 roku cmentarz i krzyż zostały zniszczone. W pobliżu wsi w czasie wojna siedmioletniej obozował w 1758 roku król pruski Fryderyk Wielki. Między kościołem, a Nysą znajdują się na wzniesieniu pola niemieckich grobów. Między latami 1818 i 1867 wielokrotnie nadmieniano o istnieniu wiatraka. W 1939 roku wieś liczyła 143 mieszkańców.
W latach 1975–1998 miejscowość położona była w województwie zielonogórskim.
Znajdowała się tutaj komendantura wojskowa, której komendantem od 26 lipca 1945 roku był dowódca 6. kompanii strzeleckiej 38. Pułku Piechoty ppor. Franciszek Milczuk. W listopadzie 1945 roku utworzono strażnicę WOP, której komendantem był chor. Józef Domaralski, a w 1948 roku chor. Stankiewicz.
Wieś posiada sieć wodną od 2006/2007 roku. 
Rejon Polanowic badany jest przez ekipy archeologiczne ze względu na swe bogate skarby archeologiczne. Pracowała tu zespół prof. Grzegorza Domańskiego z Uniwersytetu Wrocławskiego. Decyzją z 20 grudnia 1989 roku Wojewódzki Konserwator Zabytków w Zielonej Górze wpisał do rejestru zabytków pod nr 601/Ar „dolinne grodzisko pierścieniowate Polanowice – Niemcza Łużycka, stanowisko nr 1 położone w odległości około 500 m na zachód od wioski, w dolinie rzeki Nysy Łużyckiej, w bliskim sąsiedztwie jej prawego brzegu”. Stanowisko to jest jednym z cenniejszych grodzisk na terenie województwa lubuskiego.

### Zabytki
Do wojewódzkiego rejestru zabytków wpisane są:
- dom nr 18, szachulcowy, z XVIII wieku
- budynek gospodarczy, szachulcowy.